# アレック・ギネス
サー・アレック・ギネス（英: Sir Alec Guinness, CH CBE、1914年4月2日 - 2000年8月5日）は、イギリスの俳優。

## 来歴
ロンドンのメイダ・ヴェールにて母アグネス・カフのもとに生まれる。出生名はアレック・ギネス・ド・カッフィ。アグネスの私生児として生まれたため、出生証明書の父親の名前の欄は空白になっていた。父親はスコットランド人の銀行家アンドリュー・ゲディス（Andrew Geddes、後にギネスの学費を支払った）と考えられているが、はっきりと分かってはいない。
広告の仕事をしていたが演技に興味を持つようになり、1930年代からオールド・ヴィック・シアターの舞台に立つようになった。
第二次世界大戦後の1946年、デヴィッド・リーン監督作品の『大いなる遺産』で本格的なスクリーンデビューを果たすと、同監督作品の常連俳優となり、1957年の『戦場にかける橋』ではアカデミー主演男優賞を受賞する。その後も『アラビアのロレンス』や『ドクトル・ジバゴ』といった超大作でタッグを組み続け、イギリスきっての名優として知られるようになった。
1964年には舞台『ディラン』でトニー賞を受賞。
『スター・ウォーズシリーズ』旧3部作（エピソード4〜6）のオビ＝ワン・ケノービのほか、TVシリーズ『ティンカー、テイラー、ソルジャー、スパイ』、『スマイリーと仲間たち』の主人公ジョージ・スマイリー役などでも知られる。
『スター・ウォーズ』出演をギネスは後悔し、「俳優人生最大の失敗だ」と語っている。この話はメディアでも有名である。スター・ウォーズに関する取材は一切受けず、ファンからの手紙も読まず全て捨てた。
1970年代以降は個性的なバイプレイヤーとしての活躍も目立ち『名探偵登場』でのコミカルで怪しげな盲目の執事役や、『リトル・プリンス』の厳格ながら温厚な祖父役、更には『KAFKA/迷宮の悪夢』においても強面な上司役など演技面の幅広さとアクの強さを見せた。
1959年に大英帝国勲章を受章し、同年ナイトになった。また1979年にはアカデミー名誉賞、1994年に舞台での長年の功績が称えられ、コンパニオン・オブ・オナー勲章を授与された。
2000年8月5日、死去。肝臓癌が死因とされる。

## 私生活
1938年に女優で劇作家のメルーラ・サラマンと結婚。1940年に息子マシュー・ギネスが生まれ、同じく俳優となった。

## ギャラリー

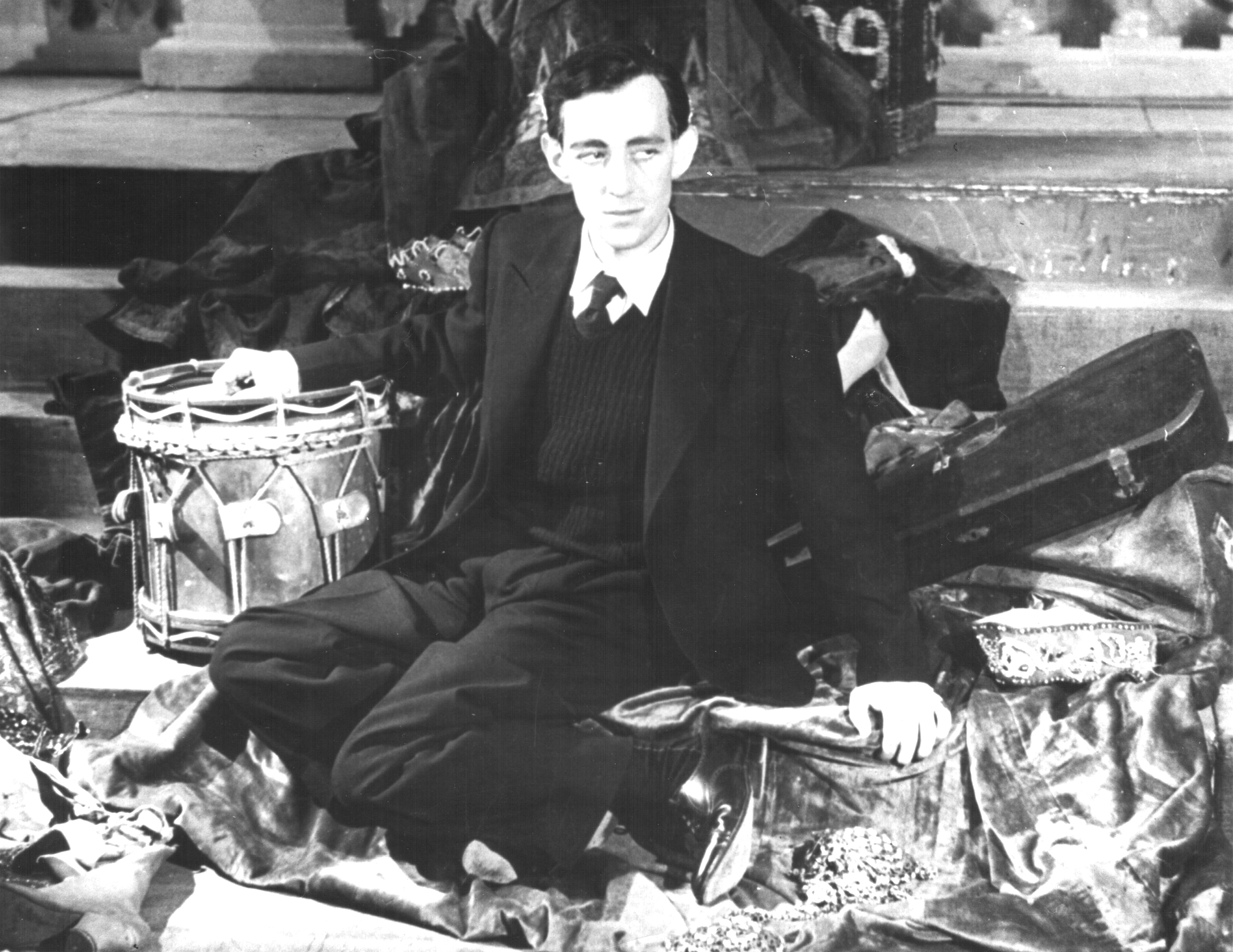
1938年撮影
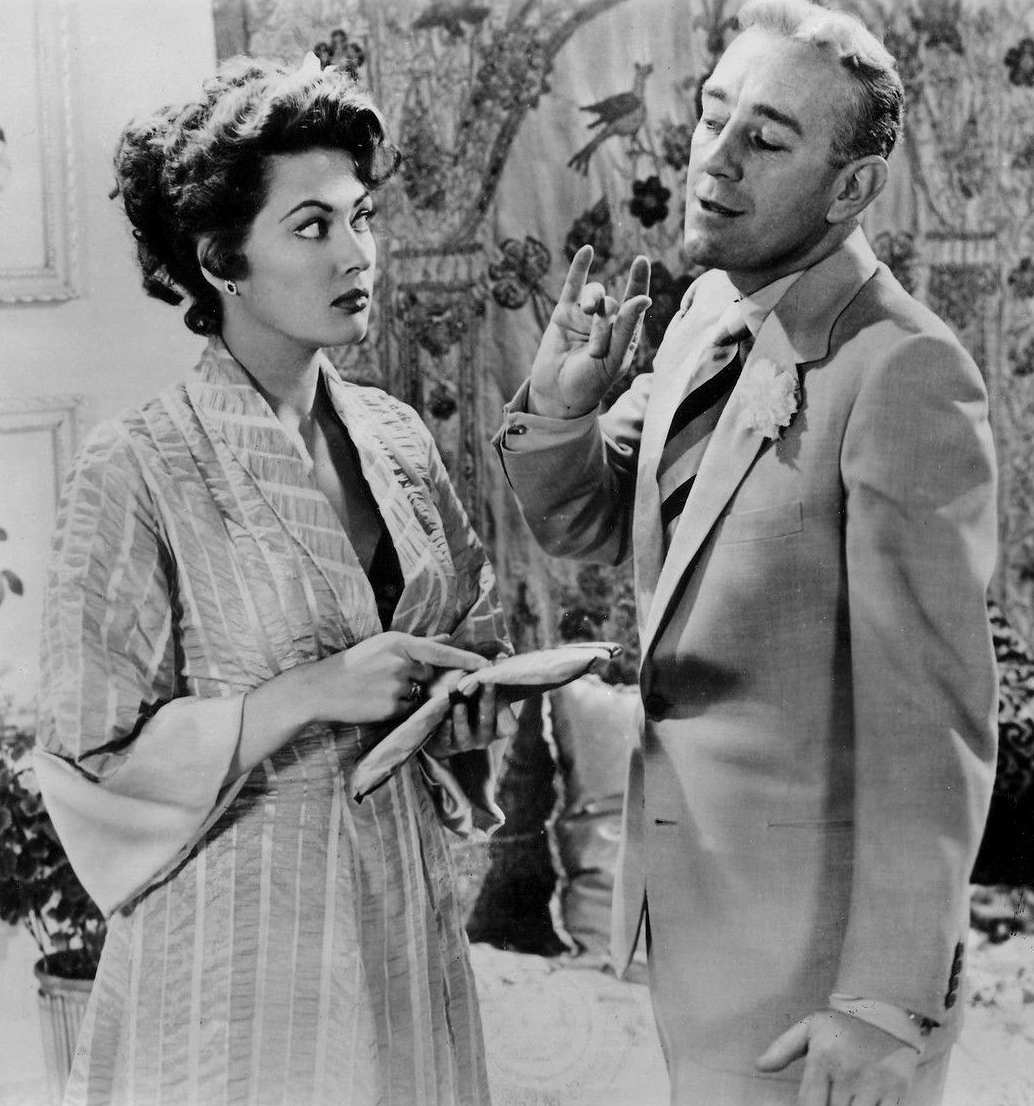
『地中海夫人』（1953年）
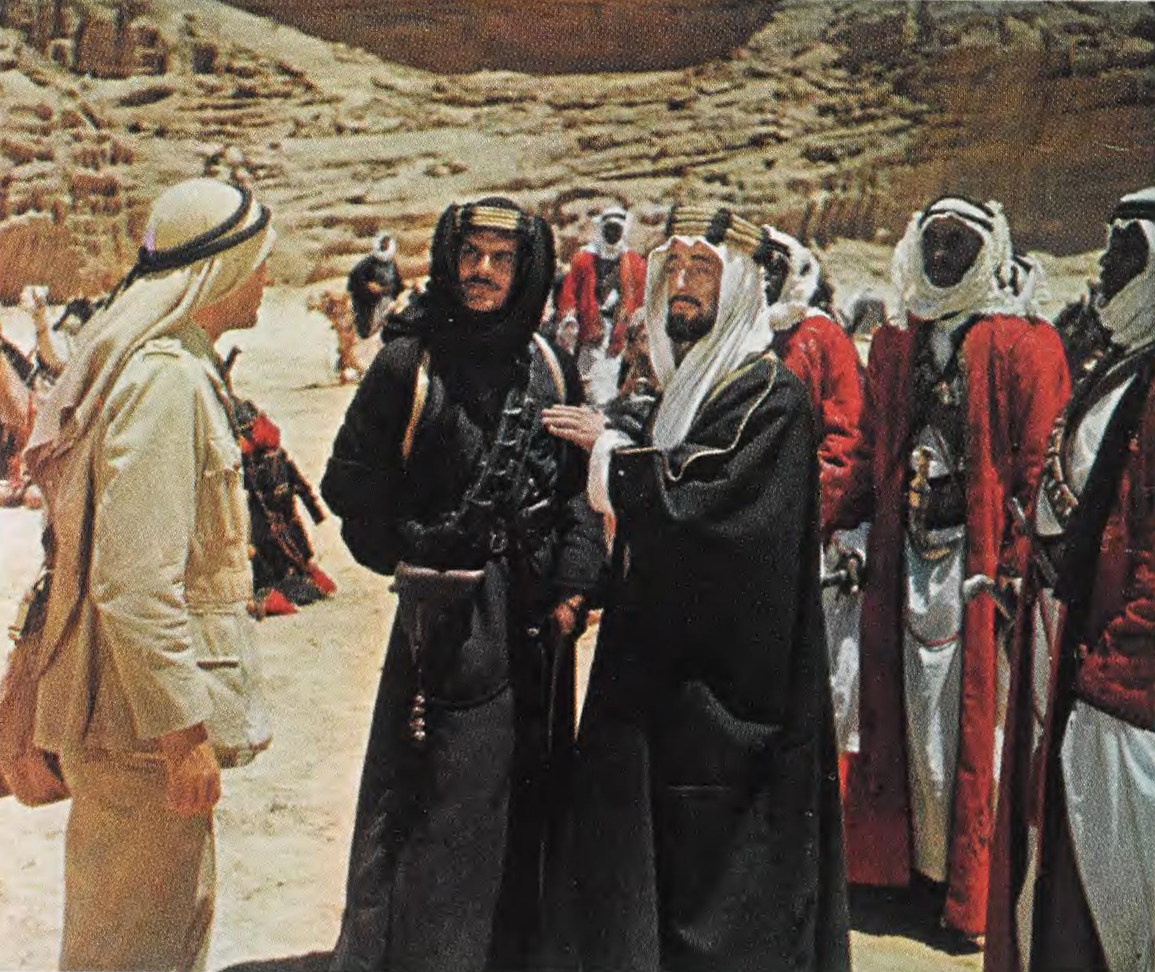
『アラビアのロレンス』（1962年）

## 主な出演作品
| 公開年 | 邦題 原題                                                                             | 役名                                 | 備考 | 吹き替え |
| ------ | ------------------------------------------------------------------------------------- | ------------------------------------ | --- | --- |
| 1946   | 大いなる遺産 Great Expectations                                                       | ハーバート                           | | 不明 |
| 1948   | オリヴァ・ツイスト Oliver Twist                                                       | フェイギン                           | | 巖金四郎 |
| 1949   | カインド・ハート Kind Hearts and Coronets                                             | —                                    | | （吹き替え無し）                                                                                                |
| 1951   | ラベンダー・ヒル・モブ The Lavender Hill Mob                                          | ホランド                             | | （吹き替え無し）                                                                                                |
| 1951   | 白衣の男 The Man in the White Suit                                                    | シドニー・ストラットン               | | （吹き替え無し）                                                                                                |
| 1953   | 地中海夫人 The Captain's Paradise                                                     | ヘンリー・セントジェームズ           | | （吹き替え無し）                                                                                                |
| 1953   | マルタ島攻防戦 Malta Story                                                            | ピーター・ロス                       | | （吹き替え無し）                                                                                                |
| 1955   | マダムと泥棒 The Ladykillers                                                          | マーカス教授                         | | 久松保夫（旧録版） 千葉耕市（新録版）                                                                           |
| 1955   | 白鳥 The Swan                                                                         | アルバート王子                       | | （吹き替え無し）                                                                                                |
| 1957   | 戦場にかける橋 The Bridge on the River Kwai                                           | ニコルソン大佐                       | アカデミー主演男優賞 受賞 英国アカデミー賞 主演男優賞 受賞 ゴールデングローブ賞 主演男優賞 (ドラマ部門) 受賞 ニューヨーク映画批評家協会賞 主演男優賞 受賞 | 堀勝之祐（ソフト版） 久米明（フジテレビ版）                                                                     |
| 1958   | The Horse's Mouth                                                                     | —                                    | ヴェネツィア国際映画祭 男優賞 受賞 | （吹き替え無し）                                                                                                |
| 1960   | ハバナの男 Our Man in Havana                                                          | ジム                                 | | （吹き替え無し）                                                                                                |
| 1962   | アラビアのロレンス Lawrence of Arabia                                                 | ファイサル王子                       | | 内田稔（日本テレビ版） 大塚周夫（テレビ朝日版） 小林尚臣（テレビ東京版）                                        |
| 1962   | 戦艦デファイアント号の反乱 H.M.S. Defiant                                             |                                      | | |
| 1964   | ローマ帝国の滅亡 The Fall of the Roman Empire                                         | マルクス・アウレリウス・アントニヌス | | 不明 |
| 1965   | 戦場はどこだ! Situation Hopeless... But Not Serious                                   | ウィルヘルム・フリック               | | （吹き替え無し）                                                                                                |
| 1965   | ドクトル・ジバゴ Doctor Zhivago                                                       | エフグラフ                           | | 不明（日本テレビ版） 山内雅人（テレビ朝日版） 阪脩（ソフト版）                                                  |
| 1966   | ホテル・パラディソ Hotel Paradiso                                                     | ベネディクト                         | | （吹き替え無し）                                                                                                |
| 1966   | さらばベルリンの灯 The Quiller Memorandum                                             | ポル                                 | | （吹き替え無し）                                                                                                |
| 1967   | 危険な旅路 The Comedians                                                              | H・O・ジョーンズ                     | | （吹き替え無し）                                                                                                |
| 1970   | クロムウェル Cromwell                                                                 | チャールズ1世                        | | （吹き替え無し）                                                                                                |
| 1970   | クリスマス・キャロル Scrooge                                                          | マーレイ                             | | （吹き替え無し）                                                                                                |
| 1972   | ブラザー・サン シスター・ムーン Fratello sole, sorella luna                           | インノケンティウス3世                | | （吹き替え無し）                                                                                                |
| 1973   | アドルフ・ヒトラー 最後の10日間 Hitler:The Last Ten Days                              | アドルフ・ヒトラー                   | | （吹き替え無し）                                                                                                |
| 1976   | 名探偵登場 Murder by Death                                                            | ジェームズサー・ベンソンマム         | | 千葉耕市（TBS版）                                                                                               |
| 1977   | スター・ウォーズ（エピソード4/新たなる希望） Star Wars（:Episode IV - A New Hope）    | オビ＝ワン・ケノービ                 | | 河原崎國太郎（劇場公開版） 久米明（日本テレビ版1） 滝田裕介（日本テレビ版2/日本テレビ版3） 納谷悟朗（ソフト版） |
| 1979   | ティンカー、テイラー、ソルジャー、スパイ Tinker, Tailor, Soldier, Spy                 | ジョージ・スマイリー                 | テレビシリーズ | （吹き替え無し）                                                                                                |
| 1980   | スター・ウォーズ エピソード5/帝国の逆襲 Star Wars:Episode V - The Empire Strikes Back | オビ＝ワン・ケノービ                 | | 河原崎國太郎（劇場公開版） 滝田裕介（日本テレビ版） 宮川洋一（テレビ朝日版） 納谷悟朗（ソフト版）               |
| 1980   | レイズ・ザ・タイタニック Raise the Titanic                                            | ジョン・ビガロー                     | | 上田敏也（フジテレビ版/LD版） 不明（配信版）                                                                    |
| 1980   | リトル・プリンス Little Lord Fauntleroy                                               | ドリンコート伯爵                     | | （吹き替え無し）                                                                                                |
| 1982   | スマイリーと仲間たち Smiley's People                                                  | ジョージ・スマイリー                 | テレビシリーズ | （吹き替え無し）                                                                                                |
| 1983   | スター・ウォーズ エピソード6/ジェダイの帰還 Star Wars:Episode VI - Return of the Jedi | オビ＝ワン・ケノービ                 | | 納谷悟朗（ソフト版） 滝田裕介（日本テレビ版）                                                                   |
| 1984   | エドウィン/疑しき隣人 Edwin                                                           | フェニモア・トラスコット卿           | テレビ映画 | （吹き替え無し）                                                                                                |
| 1984   | インドへの道 A Passage to India                                                       | ゴッドボール                         | | （吹き替え無し）                                                                                                |
| 1988   | Little Dorrit ... aka Nobody's Fault                                                  | ウィリアム・ドリット                 | | （吹き替え無し）                                                                                                |
| 1991   | ハンドフル・オブ・ダスト A Handful of Dust                                            | トッド氏                             | | （吹き替え無し）                                                                                                |
| 1991   | KAFKA/迷宮の悪夢 Kafka                                                                | 事務所長                             | | （吹き替え無し）                                                                                                |
| 1993   | ノルマンディーの黄昏 Screen One:A Foreign Field                                       | エイモス                             | テレビシリーズ | 高木均 |
| 1994   | ミュート・ウィットネス Mute Witness                                                   | —                                    | | （吹き替え無し）                                                                                                |
| 1996   | Eskimo Day                                                                            | —                                    | | （吹き替え無し）                                                                                                |